# Germanicus apaise la sédition dans son camp
Germanicus apaise la sédition dans son camp est une huile sur toile (119,5 × 145 cm) de François-André Vincent datée de 1768 et conservée à l'École nationale supérieure des beaux-arts de Paris.

## Historique de l'œuvre
Cette œuvre, réalisée dans le cadre d'un concours, reçût le premier grand prix de peinture de l'Académie royale en 1768 et le prix de Rome en peinture la même année. La peinture est attribuée à l'École nationale supérieure des beaux-arts sur ordre de l'artiste. 

## Description
À la mort d'Auguste, les légions de Germanie souhaite voir leur chef Germanicus désigné empereur à la place de Tibère. Frère de Claude et mariée à la petite-fille d'Auguste, Agrippine l'Aînée, Germanicus se tient en pleine lumière, au centre de la composition, tentant de calmer l'émeute d'un geste de la main. Les soldats, implorant au premier plan ou menaçant au second plan entoure le consul. À gauche de la composition, on distingue le jeune Caligula, fils de Germanicus, entraîné par sa mère Agrippine qui discute avec deux soldats.

## Analyse

### Choix du sujet
Le sujet fut imposé comme thème du concours par l'Académie Royale en 1768. Le Mercure de France, d'octobre 1768, commenta ce choix : « Par sa noble énergie, ce sujet forçoit les élèves à une composition sage que les scènes tragiques ne peuvent inspirer à de jeunes têtes déjà trop exaltées ». 

## Réception
Ce tableau de François-André Vincent reçut le premier prix de l'Académie royale ainsi que le prix de Rome en peinture.